# The Crucible (album)
Pour les articles homonymes, voir The Crucible.
The Crucible est le quatrième album du trio Moonchild. La musique est composée et dirigée par John Zorn. Elle est jouée par le trio composé de Trevor Dunn, à la basse, Joey Baron, à la batterie, et Mike Patton, à la voix (il n'y a pas de paroles), auquel se joint le compositeur au saxophone alto, et Marc Ribot invité sur un titre.

## Titres
| 1.    | Almadel       | 7:10 |
| 2.    | Shapeshifting | 3:19 |
| 3.    | Maleficia     | 8:13 |
| 4.    | 9x9           | 5:37 |
| 5.    | Hobgoblin     | 2:54 |
| 6.    | Incubi        | 7:44 |
| 7.    | Witchfinder   | 3:44 |
| 8.    | Initiate      | 5:41 |
| 44:30 |               |      |

## Personnel
- Joey Baron - batterie
- Trevor Dunn - basse
- Mike Patton - voix
- Marc Ribot - guitare (4)
- John Zorn - saxophone alto